# Jakub Teplý
Jakub Teplý (24. července 1729 Platěnice – 20. února 1802 Pardubice) byl český sochař a řezbář.

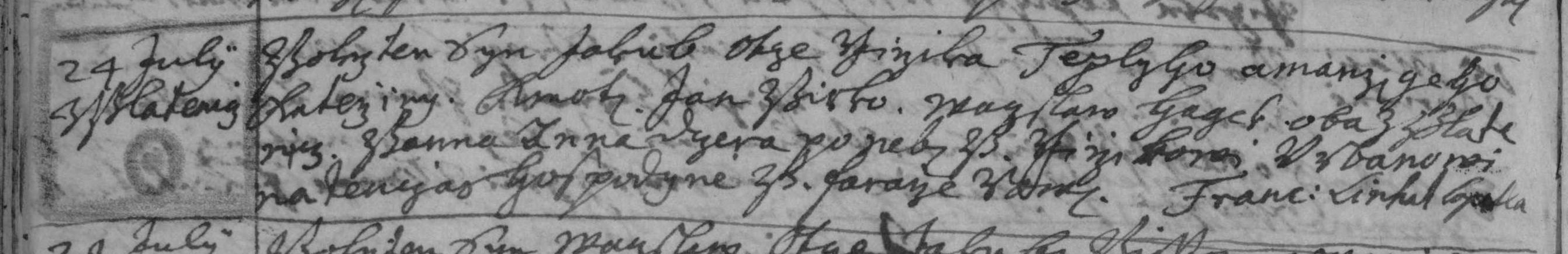
Jakub Teplý, záznam o narození a křtu, 1729

## Život
Jeho otec vlastnil v Platěnicích selský grunt. Původně poddaný císařského panství, díky svému nadání a hlavně díky přízni správce pardubického panství vystudoval na vídeňské akademii sochařství. Když poté obdržel od vídeňské císařské kanceláře tzv. zhostný list, kterým se stal z poddaného člověkem svobodným, oženil se a roku 1759 se usadil se svojí ženou Petronilou v Pardubicích. Zde byl přijat do stavu měšťanského. Když žena Jakuba Teplého Petronila onemocněla duševní chorobou a krátce nato v roce 1778 zemřela, stala se po roce jeho druhou ženou Kateřina, dcera pardubického konšela Jana Krause. Spolu měli celkem sedm dětí. Poslední z nich, Dorota Eva, se narodila na Štědrý den roku 1796. Kmotrem při křtu byl kominický mistr Karel Gaschel, majitel domu na Pernštýnském náměstí v Pardubicích, na kterém v následujícím roce Jakub Teplý vytvořil jedno ze svých nejznámějších děl reliéf Jonáše a velryby na domě U Jonáše.

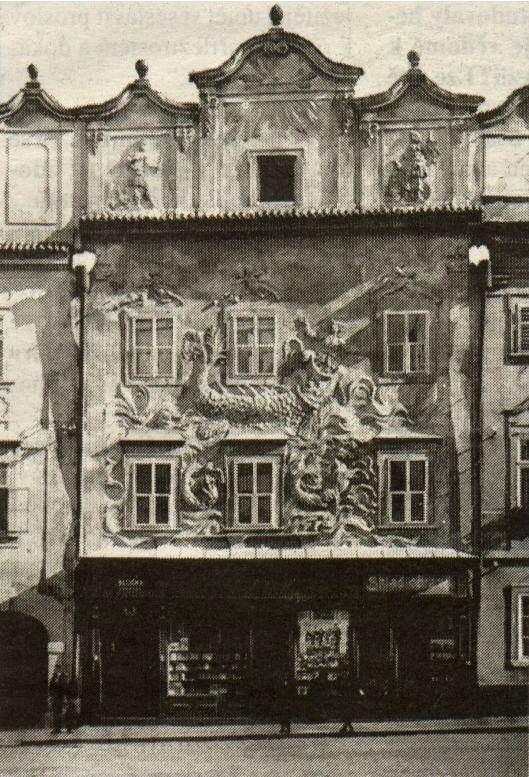
Dům u Jonáše v Pardubicích na přelomu 19. a 20. století, jehož reliéf Jakub Teplý vytvořil

## Dílo
V Pardubicích vytvořil balustrádu českých světců kolem morového sloupu na Pernštýnském náměstí, vymodeloval výše zmíněný známý reliéf Jonáše a velryby na domě U Jonáše, z kamene vytesal sochy Jana Nepomuckého a Františka z Pauly na cestě k zámku, vytvořil štukovou výzdobu bývalé radnice, ze dřeva vydlabal oltář v barokním kostelíku Sedmibolestné p. Marie. Vytvořil také dvě dřevěné sochy na hlavním oltáři v kostele v Platěnicích a sochu Panny Marie na bývalém náměstí v Zahrádkách (obec zatopená při stavbě přehrady Švihov na řece Želivce).

## Galerie

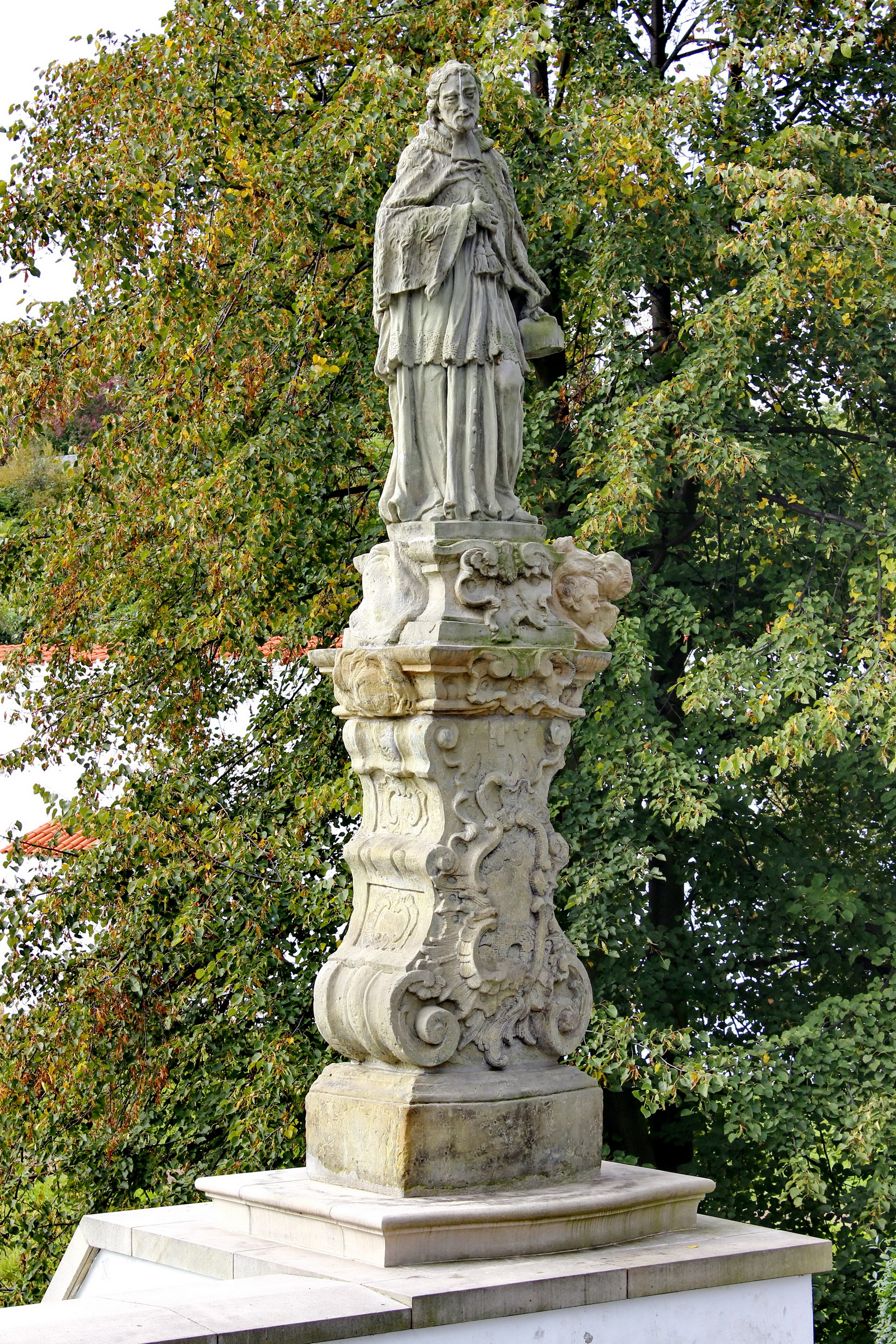
Pardubice, zámek, mostek mezi Příhrádkem a zámkem. Socha sv. Jana Nepomuckého.
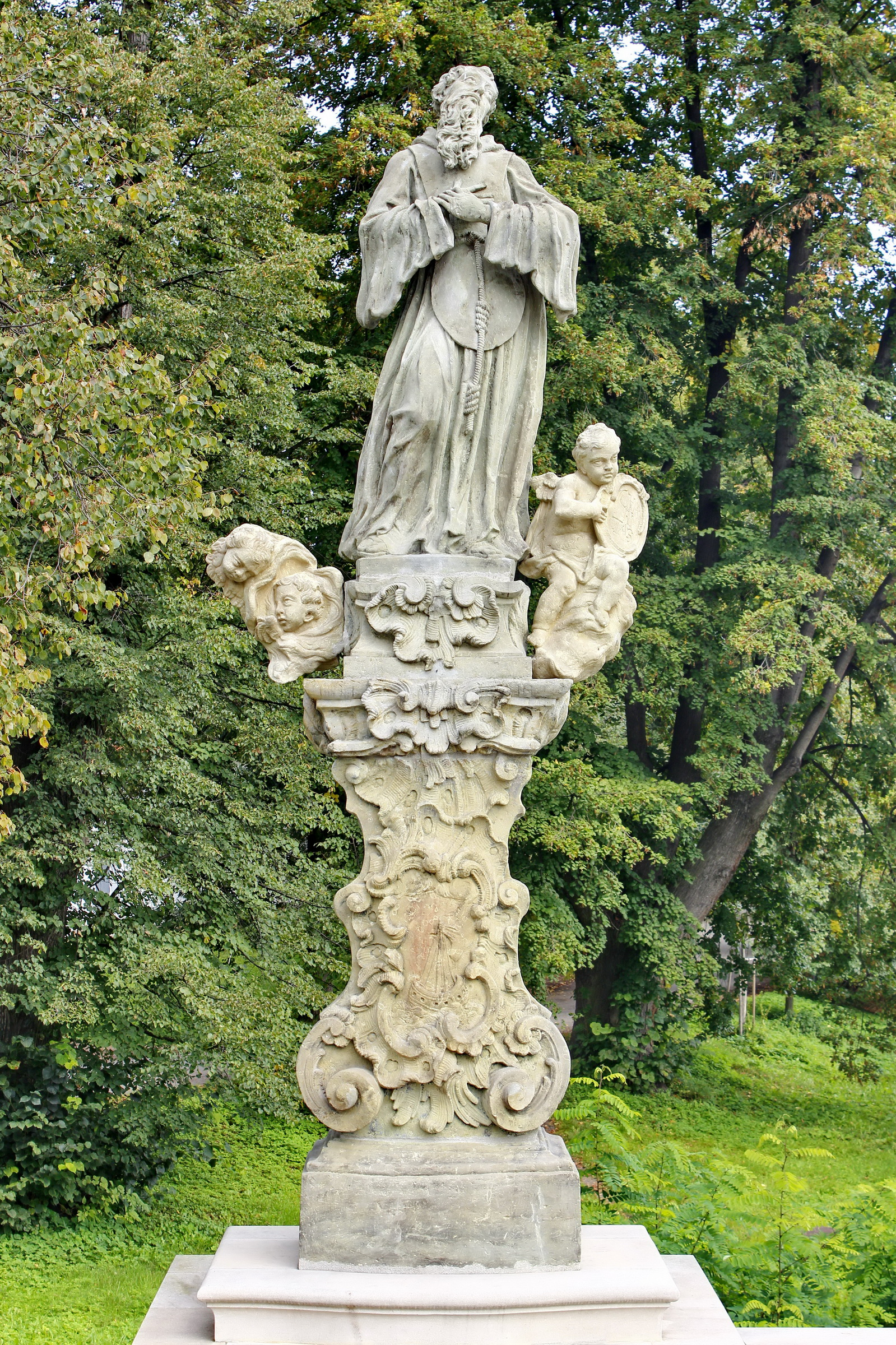
Pardubice, zámek, mostek mezi Příhrádkem a zámkem. Socha sv. Františka z Pauly.